# Мекленбург
Вижте пояснителната страница за други значения на Мекленбург.
Мекленбург (на немски: Mecklenburg, на мекленбургски: Mękelborg) е исторически регион в северната част на Германия. Мекленбург е територия на Свещената Римска империя, днес е най-голямата част в западна Мекленбург-Предна Померания.
Мекленбург има площ от 15 721 квадрат километра и през май 1939 г. там са живеели 910 826 жители и 56 града. Най-големите градове на Мекленбург са Росток, Шверин, Нойбранденбург и Висмар.
Името Мекленбург („Mikelenburg“) се споменава за пръв път в документ от 995 г. Така се казвал славянският замък Мекленбург (Вилиград) в днешното село Мекленбург при Висмар и означава „Голям замък“. Живеещият там славянски род от князе (крале) взема това име. Управлява се от 1131 до 1918 г. от род Дом Мекленбург.

## История
През ранното Средновековие Мекленбург е заселен от славяни и се управлява от князе (крале). От 1160 г. територията е завладяна първо от саксонците и е включена в немскоговорещата Свещена Римска империя. От 1180 до 1227 г. Мекленбург е окупиран от Дания. Князът на ободритите Прибислав получава обратно през 1167 г. Terra Obodritorum (освен Графство Шверин) като васал на саксонския херцог Хайнрих Лъв и приема християнската вяра.
От 1200 г. в страната идват немски заселници от Вестфалия, Долна Саксония, Фризия и Холщайн. Те основават 45 градове. След смъртта на Хайнрих Борвин II през 1226 г. територията се разделя. Създават се княжествата Мекленбург, Верле и господствата Пархим-Рихенберг и Росток.
Според договора от Хамбург от 8 март 1701 г. територията е разделена на две (частични) херцогства, от 1815 г. на (частичните) Велики херцогства – Мекленбург-Шверин и Мекленбург-Стрелиц, които образуват обща държава и от 1755 г. имат обща Конституция и общо Народно събрание до 1918 г.
От 1 януари 1934 г. двете части на страната се обединяват отново в Ланд Мекленбург. През 1945 г. територията влиза в Мекленбург-Предна Померания, която по заповед на Съветския съюз от 1947 г. се нарича „Мекленбург“. През 1990 г. се основава отново Мекленбург-Предна Померания и от 3 октомври 1990 г. е държава на Германия.